# Варик-стрит
Ва́рик-стрит (англ. Varick street) — улица в нижнем Манхэттене.

## Описание
Варик-стрит проходит от пересечения улиц Леонард-стрит и Уэст-Бродвей в районе Трайбека через парк Сент-Джон и район Уэст-Виллидж до пересечения с Кларксон-стрит, где она переходит в 7-ю авеню. Движение на улице одностороннее в южном направлении. На пересечении с Брум-стрит две крайние правые полосы ответвляются от улицы и переходят в Тоннель Холланда.

## История
Улица получила своё название по фамилии полковника Ричарда Варика. Варик принимал участие в войне за независимость, служил проверяющим офицером в Вест-Пойнте и был личным секретарём Джорджа Вашингтона. После окончания войны Варик был назначен архивариусом Нью-Йорка и генеральным прокурором штата Нью-Йорк. В 1789 году губернатор штата Джордж Клинтон назначил его мэром Нью-Йорка. Одно время Варик владел недвижимостью на названной впоследствии в его честь улице.
В 1917 году Варик-стрит вкупе с 7-й авеню была расширена. Было снесено несколько старых зданий, в том числе Капелла Святого Иоанна. Расширение улиц облегчило строительство линии метро IRT Broadway – Seventh Avenue Line, а также привело к открытию нового маршрута, связывавшего нижний Манхэттен и Мидтаун.

## Транспорт
На улице расположены станции метро Houston Street, Franklin Street и Canal Street. Вся Варик-стрит обслуживается автобусным маршрутом M20. Кроме того, через улицу проходит маршрут M21, пересекающий её по Хаустон- и Спринг-стрит в западном и восточном направлении соответственно.

## Галерея

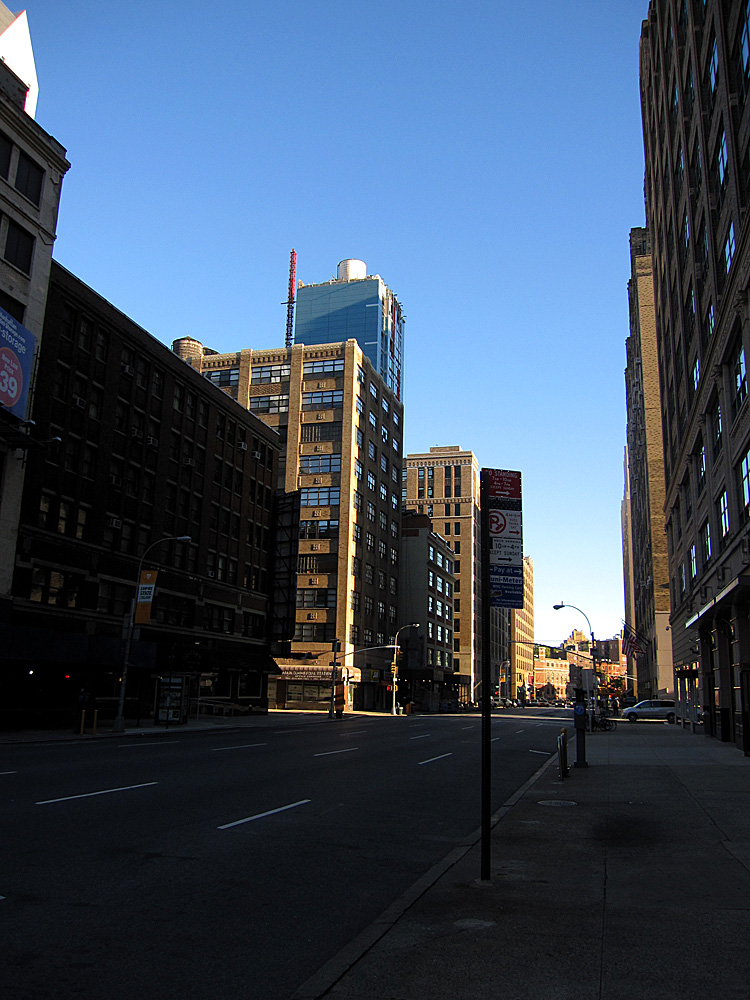
Вид в северном направлении у дома 181